# Schistomitrium brevi-apiculatum
Schistomitrium brevi-apiculatum là một loài rêu trong họ Dicranaceae. Loài này được Broth. mô tả khoa học đầu tiên năm 1898.